# Ciclopentanonă
Ciclopentanona este un compus organic cu formula (CH2)4CO. Este o cetonă ciclică, catena având structura ciclopentanului. Este un lichid incolor volatil.

## Obținere
Prin tratarea cu hidroxid de bariu la temperaturi ridicate, acidul adipic se transformă în ciclopentanonă, obținându-se și carbonat de bariu.

## Utilizări

Ciclopentobarbitalul este un medicament fabricat din ciclopentanonă.

Ciclopentanona este un precursor pentru diferite parfumuri, în special cele pe bază de iasomie. Exemple de compuși derivați folosiți în acest domeniu sunt 2-pentil- și 2-heptilciclopentanona. Este de asemenea și un precursor pentru ciclopentobarbital.